# Asplenium hallii
Asplenium hallii är en svartbräkenväxtart som beskrevs av William Jackson Hooker. Asplenium hallii ingår i släktet Asplenium och familjen Aspleniaceae. Inga underarter finns listade.